# Bernard 10
Le Bernard 10 est un prototype d’avion militaire de l'entre-deux-guerres réalisé en France en 1922 par la Société des Avions Bernard.
Le Bernard 10 s'appelle aussi A.B. 10, et parfois SIMB AB 10, d'après les initiales d'Adolphe Bernard et l'acronyme de la Société industrielle des Métaux et du Bois, l'un des premiers noms de la société[réf. souhaitée].